# نوشتار رسمی
نوشتار رسمی (به انگلیسی: Official script)، یک سیستم نوشتاری است که به‌طور خاص در قانون اساسی یا سایر قوانین قابل اجرا در کشورها، ایالت‌ها و سایر حوزه‌های قضایی به عنوان نوشتار رسمی تعیین شده‌است. تعیین استفاده از یک شیوهٔ نوشتار می‌تواند دلایل فرهنگی یا سیاسی باشد و گاهی، اعلام یک خط رسمی با هدف تأثیرگذاری بر فرهنگ یا سیاست یا هر دو مورد باشد. اثرات مطلوب این کار همچنین ممکن است شامل تسهیل آموزش، ارتباطات و برخی موارد دیگر باشد.

## در تاریخ
- در اتحاد جماهیر شوروی، بسیاری از زبان‌ها در فاصلهٔ سال‌های ۱۹۲۰ تا ۱۹۳۰ لاتین شدند. در اواخر دهه ۱۹۳۰ چالش لاتین شدن لغو شد و همه زبان‌های تازه رومی‌شده به سیریلیک تبدیل شدند.